# Wasylków (rejon czortkowski)
Wasylków – wieś na Ukrainie, w rejonie czortkowskim obwodu tarnopolskiego, w hromadzie Husiatyn.
W II Rzeczypospolitej wieś w powiecie kopyczynieckim województwa tarnopolskiego. W latach 1944–1945 nacjonaliści ukraińscy z OUN-UPA zamordowali tutaj 30 Polaków.